# Luxémont-et-Villotte
Luxémont-et-Villotte é uma comuna francesa na região administrativa do Grande Leste, no departamento de Marne. Estende-se por uma área de 9.19 km², e possui 459 habitantes, segundo o censo de 2018, com uma densidade de 50 hab/km².